# Itchan Kala

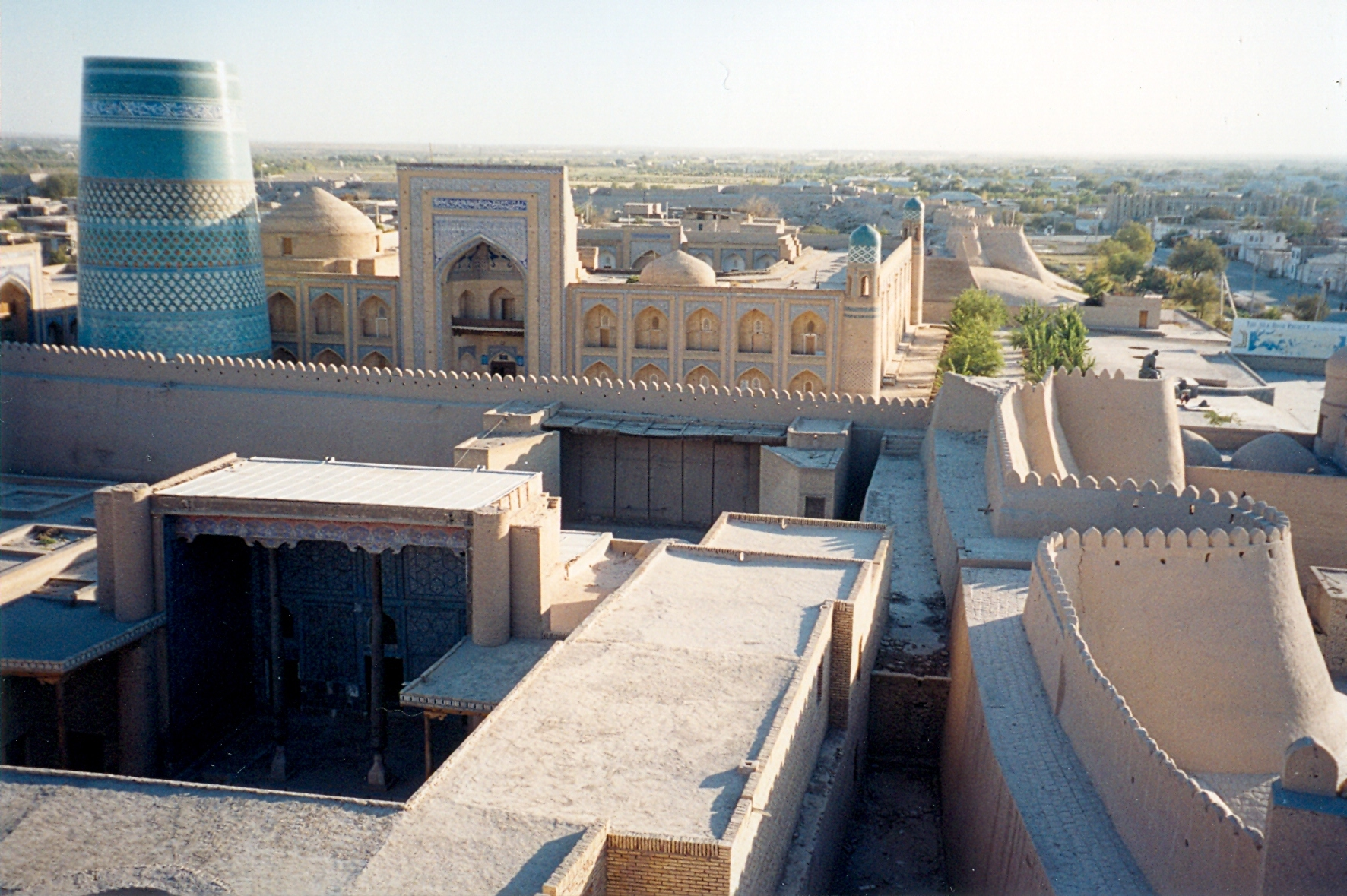
Itchan Kala

Itchan Kala är den muromgärdade historiska stadskärnan i staden Chiva, Uzbekistan. År 1990 blev platsen klassad som ett världsarv.
Få riktigt gamla byggnader finns kvar, men området omfatttar mer än 50 historiska monument och 250 gamla hus, främst från 1700- och 1800-talet. 
Den kanske mest kända byggnaden är Djumamoskén, som grundades på 900-talet och återuppbyggdes 1788-1789. Den har en omtalad pelarhall med 112 pelare tagna från antika byggnader. 
Det mest spektakulära i Itchan Kala är dess 10 meter höga murar och fyra portar på var sida av den rektangulära fortifikationen. Murgrunden tros ha lagts på 900-talet, men dagens mur är till största delen uppförd på 1600-talet.